# Iurie Cazacu
Iurie Cazacu (n. 5 septembrie 1976, Balatina, raionul Glodeni, RSS Moldovenească, URSS) este un politician moldovean, fost deputat în Parlamentul Republicii Moldova în perioada 2015–2019. 

## Origine și studii
Iurie Cazacu s-a născut la 5 septembrie 1976 în Balatina. În 1998 a absolvit Facultatea de Istorie din cadrul UPSC, iar, în 2002, Facultatea de Drept a USEM. A urmat apoi 2 mastere: unul în relații internaționale la ULIM și unul în drept la USEM. 

## Cariera politică
Cazacu și-a început cariera în Partidul Social Liberal (PSL). După absorbția PSL de către Partidul Democrat din Moldova (PDM), a fost coordonator regional al PDM.
La data de 22 octombrie 2015, Curtea Constituțională a validat mandatul lui Cazacu de deputat în Parlamentul Republicii Moldova, acesta preluând locul rămas vacant după demisia lui Igor Corman. Cazacu a fost anterior membru al Consiliului Municipal din Chișinău.
Cazacu a fost numit pe 17 februarie 2016 secretar general adjunct în Guvernul Pavel Filip.
După transformarea PDM în Partidul Social Democrat European (PSDE), Cazacu a devenit secretar general al noii formațiuni politice.